# Nabaté Isles
 Nabaté Isles (* um 1979 in New York City) ist ein US-amerikanischer Jazztrompeter, Fernsehmoderator und Filmkomponist.

## Leben
Isles  besuchte die Eastman School of Music; bereits mit zwölf Jahren trat er 1991 gemeinsam mit Wynton Marsalis, Jimmy Owens, Jon Faddis und Doc Cheatham bei einem Konzert im Queens College auf. Er studierte an der New York University, wo er den Bachelor of Music und den Master of Arts erwarb. Er arbeitete ab Ende der 1990er-Jahre u. a. in der Band von Steve Coleman. Im folgenden Jahrzehnt war er Solist bei Produktionen von Fred Ho (Year of the Tiger), ferner arbeitete er mit Mike Longo, Mos Def, James Newton, Charli Persip, Ravi Coltrane, Freda Payne, der Mingus Big Band, Lucy Woodward sowie mit der José Limón Dance Company. In seinem Nabaté Isles Organ Quartet spielt u. a. der Posaunist Michael Dease. 2008 trat er mit David Gilmore, Sam Barsch und Jaimeo Brown beim Vision Festival auf. Im Bereich des Jazz war er zwischen 1997 und 2011 an sieben Aufnahmesessions beteiligt, u. a. mit Oliver Lake und der Christian McBride Bigband (The Good Feeling). Er schrieb und arrangierte Musik für mehrere Kurzfilme.
Neben seiner Tätigkeit als Musiker und Komponist moderiert er eine Sport-Talkshow und ist als Musikpädagoge tätig. Als Privatlehrer bereitete er den Schauspieler Rob Brown auf seine Rolle als Trompeter Delmond Lambreaux in der HBO-Serie Treme (2010/12) vor.